# Gran Posadas

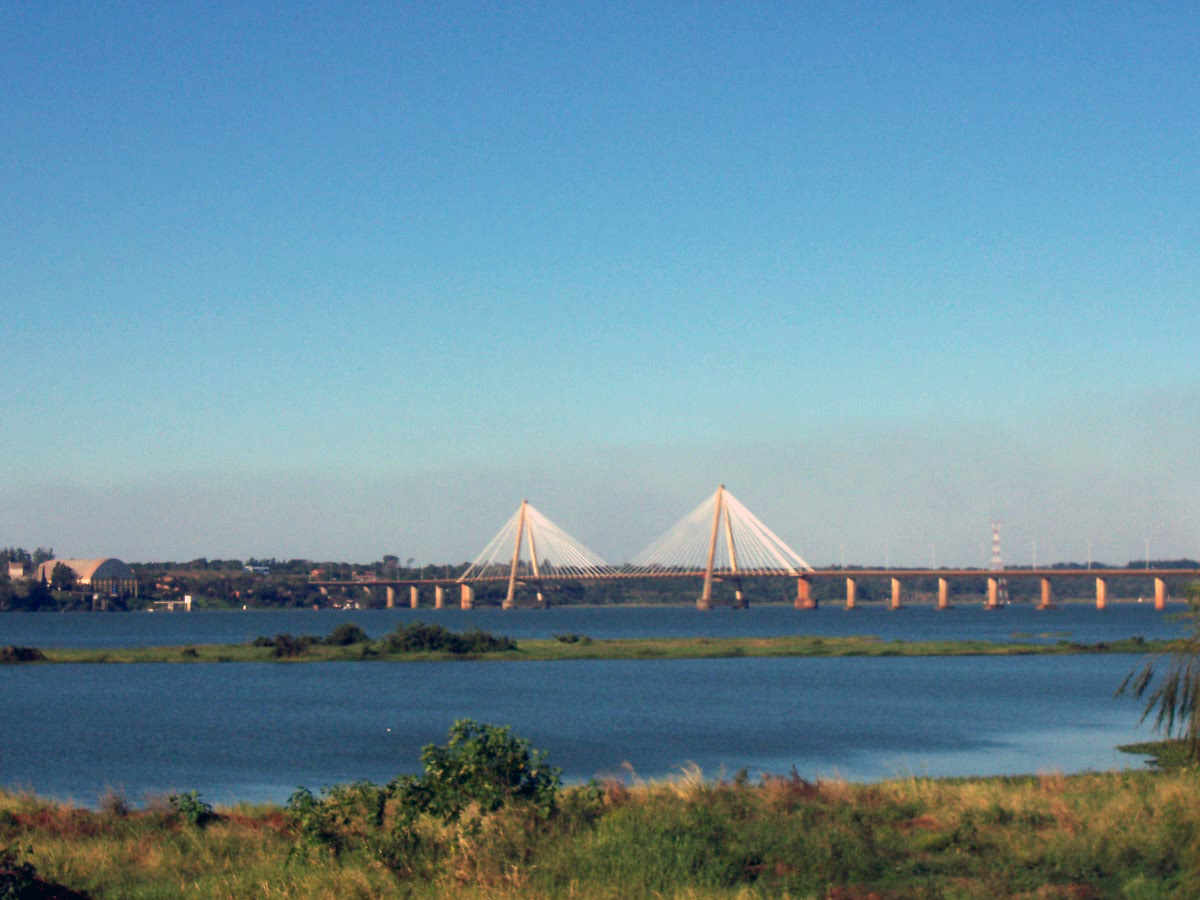
El río Paraná es un paisaje común del Gran Posadas, y el puente que la une a Encarnación del Paraguay es uno de sus principales valores económicos.

El Gran Posadas es la aglomeración urbana formada por la expansión de la ciudad de Posadas hacia el sudeste, hasta formar un edilicio continuo con la ciudad de Garupá, dentro del departamento Capital, en la provincia de Misiones (Argentina). Según algunas fuentes, la localidad de Candelaria también se encuentra dentro del conurbano, aunque el INDEC no la considera parte de la misma. A partir del censo de 1980, el INDEC la considera como una conurbación.
Se encuentra situada en el nordeste del departamento Capital bordeando la margen izquierda del río Paraná, en el sur de la provincia. Se extiende unos 6 km en la parte norte, y unos 10 kilómetros en la parte sur.
La formación del Gran Posadas es consecuencia del acelerado incremento de la población de la capital misionera. Su zona urbana tiende a incrementarse en el sector que conforma el acceso desde el resto de la provincia. En este acceso se encontraban tres localidades dispersas que paulatinamente fueron formando un continuo edilicio: Villa Lanús, Villalonga y Garupá (en orden de cercanía a Posadas).

## Las localidades
Posadas es el eje económico del aglomerado, los habitantes de su área metropolitana tienen su actividad por lo general en esta ciudad.
Estación Miguel Lanús es la última estación de ferrocarril antes de Posadas, aunque solía ser considerada una localidad independiente de Posadas en los últimos años es considerada un barrio.
Villalonga era un conglomerado de villas y caseríos a lo largo de la ruta nacional 12 dentro del municipio de Garupá, pero que no estaban conectados ediliciamente con esta. Hasta 1991 era la única localidad que conformaba el Gran Posadas además de su ciudad principal. La designación de la zona como Villalonga fue perdiendo fuerza con el tiempo, pasando a utilizarse en su lugar el nombre del barrio específico al que se hace referencia, o en forma genérica, como Garupá. La población del sector es la que tuvo el aumento más explosivo, fundamentalmente por la creación de barrios donde se reasignó a los desalojados por el embalse de Yacyretá. En el censo 2010 figura como Expansión de Posadas.
Garupá es una localidad y municipio independiente, que pasó de ser una pequeña villa de 2000 habitantes (en 1991) a 13 000 habitantes (en 2010). En 1991 su población no se hallaba conurbada con los barrios de la ruta 12, pero el proceso de ampliación que comenzó abarcando Villalonga terminó por llegar al pueblo de Garupá, que aunque sufrió un gran aumento de población el mismo es algo menor por ser la localidad más alejada del centro posadeño.

### Extensiones
Candelaria ―aunque no cuenta con el requisito de la continuidad edilicia con la ciudad de Posadas― puede ser considerada como parte del Gran Posadas desde el punto de vista económico, ya que un importante sector de la población se dedica a actividades en la ciudad, de la que dista unos 27 kilómetros.
Finalmente numerosos terrenos ubicados al sur de Garupá (a la vera de la ruta nacional n.º 105) están siendo poblados por casas y chacras.

## Economía
Fuera del circuito económico de Posadas únicamente encontramos en Garupá gran cantidad de aserraderos, que se ubican en la misma por su rápido acceso a las rutas de donde llega la madera y la facilidad de predios; otra actividad son los típicos comercios ubicados a la vera de los accesos de una ciudad argentina (insumos para el agro, automotores, etc.). Más allá de eso las localidades aledañas funcionan únicamente como expansiones habitacionales de la urbe, con algunos aislados establecimientos industriales.

## Población
El Gran Posadas se constituye como el 15.º (decimoquinto) aglomerado urbano de la Argentina por población desde que en los años noventa superó a Bahía Blanca (provincia de Buenos Aires) y a Paraná (provincia de Entre Ríos). A su vez es el tercer aglomerado del NEA (noreste argentino ) y el mayor de la provincia de Misiones.
Sus 319 469 habitantes ―según el censo 2010―, representaron un aumento del 14 % frente a los 279 961 del censo anterior. Este crecimiento no es uniforme, ya que Villalonga y Garupá más que duplicaron su población.
| Posadas                            | Capital | 327 510 | 275 028 | 252 981 | 201 663 | 140 414 |
| Garupá                             | Capital | 63 468  | 44 441  | 26 980  | 9 482   | 3 475   |
| Villalonga o Expansión de Posadas. | Capital |         | 30 846  | 20 966  | 9 482   | 3 475   |
| Garupá                             | Capital |         | 13 595  | 6.014   | [ 9 ]   | [ 9 ]   |
| Total                              |         | 391 498 | 319 469 | 279 961 | 211 145 | 143 889 |